# 燕店镇
燕店镇，是中华人民共和国山東省聊城市莘县下辖的一个乡镇级行政单位。

## 行政区划
燕店镇下辖以下地区：
房庄村、霍庄村、付庄村、臧庄村、百巷村、郭庄村、西孙村、柿子园村、朱庄村、罗村、白堂村、剪子股村、大马庄村、东孙村、后耿村、康庄村、安庄村、翟庄村、小马庄村、赵庄村、杨二庄村、葛楼村、燕店村、于林庄村、黄楼村、孟家村、雅淡里村、后孙庄村、麻寨村、范海村、赵堂村、五屯村、前辛张村和河口村。